# 天竺桂
天竺桂（学名：Cinnamomum pedunculatum），又名普陀樟，樟科樟屬的一种常绿乔木。星散分布于中国东部沿海江蘇、浙江、安徽、江西、福建。生於低山或近海的常綠闊葉林中，海拔 300~1000公尺或以下因种子间歇结实，加上人为干扰频繁，林下很少见到幼苗幼树。在台灣，僅見於蘭嶼島上，數量甚為稀少。

## 用途
1. 園景或行道樹：可點景單植、叢植、列植，作為園景或行道樹用。
2. 木材用途：木材堅硬而耐久，耐水濕，可供建築、造船、橋梁、車輛及家具等用。
3. 製各種香精及香料的原料：枝葉及樹皮可提取芳香油，供製各種香精及香料的原料。
4. 果實用途：果核含脂肪，供制肥皂及潤滑油。